# Trichoniscus pavani
Trichoniscus pavani är en kräftdjursart som beskrevs av Alessandro Brian 1938A. Trichoniscus pavani ingår i släktet Trichoniscus och familjen Trichoniscidae. Inga underarter finns listade i Catalogue of Life.